# Bruno Brindisi
Pour les articles homonymes, voir Brindisi (homonymie).
Bruno Brindisi (né le 3 juin 1964 à Salerne) est un dessinateur de bande dessinée italien.

## Œuvres
- Novikov (bande dessinée), scénario de Patrick Weber, dessins de Bruno Brindisi, Les Humanoïdes Associés coll. « Dédales ».
  -  Le Fou de Dieu (2005[2])
  -  Le Sang des Boyards (2006)
  - Une intégrale reprenant les deux tomes est parue en 2012[3].
- série Tex
  - tome 16 de la série Noir et Blanc : Les prédateurs du désert, scénario de Claudio Nizzi, dessins de Bruno Brindisi, Clair de Lune coll. « Prestige » (2011)  (ISBN 978-2-353-25353-1)
  - tome 1 de la série Couleur : Et vint le jour, scénario de Mauro Boselli, dessins de Bruno Brindisi,Clair de Lune coll. « Petit Pierre & Ieizael » (2013)  (ISBN 978-2-353-25516-0)
- série Martin Mystère : il a dessiné plusieurs planches de la série.
- série Dylan Dog (en italien)
  - tome 167 Medusa, scénario de Paola Barbato, dessins de Bruno Brindisi, Sergio Bonelli Editore (2000)
  - tome 262 L'incendiario, scénario de Giuseppe De Nardo, dessins de Bruno Brindisi, Sergio Bonelli Editore (2008)
  - Trilogia extraterrestre, scénario de Tiziano Sclavi, dessins de Bruno Brindisi, Sergio Bonelli Editore collection I Classici del Fumetto di Repubblica(2004)